# Собор (храм)

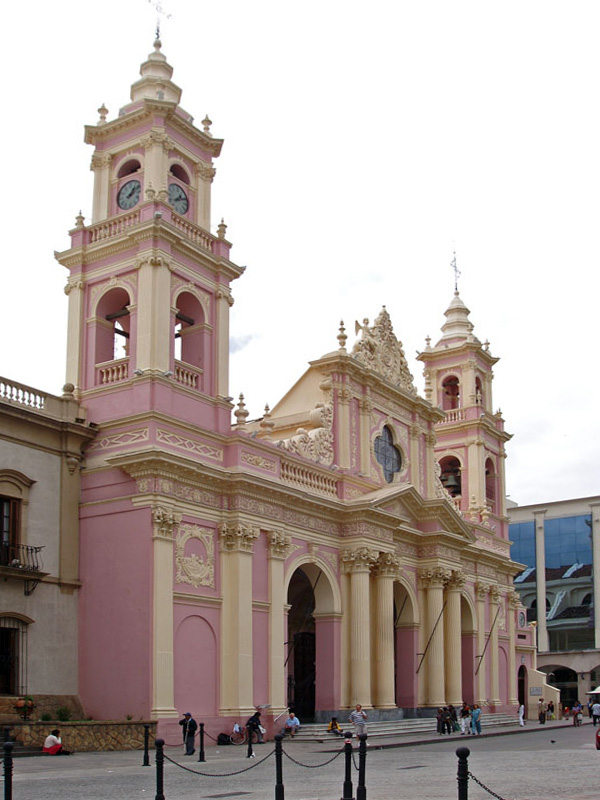
Собор. Сальта, Аргентина

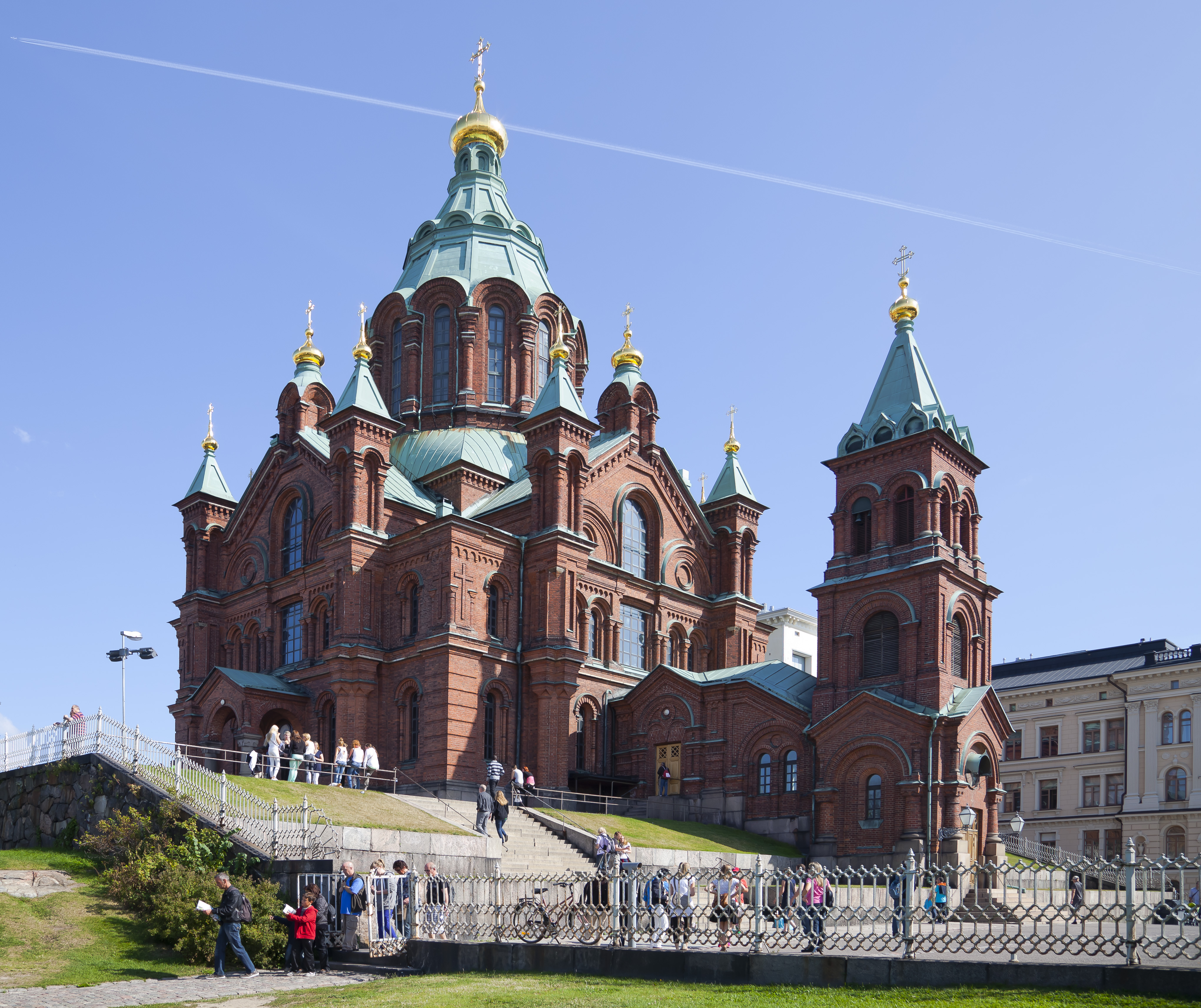
Успенський собор; Гельсінкі, Фінляндія

Собо́р (лат. Ecclesia cathedralis, «катедральна церква»; нім. Dom, італ. Duomo, від лат. domus episcopalis, «єпископський дім») — у християнстві особлива церква (храм), що є престолом (катедрою) єпископа. Центральний храм єпископства (дієцезії, єпархії). Собори є типовими лише для католицьких, православних і ряду протестантських церков, які мають священство та єпископат. Перші церкви, що мали функції соборів, були відомі у Римській імперії з IV століття. Проте власне кафедральні храми з'явилися у Західній Європі з ХІІ століття. Також — катедра́льний собо́р, кафедра́льний собо́р, катедральний храм, катедра.

## Особливості

### Католицизм
У католицизмі собор — це будівля, де розташовується або розташовувалася єпископська кафедра. Окрім власне соборів, існують:
- Архикатедральний собор — будівля, у якому міститься кафедра архієпархії (наприклад, Архикатедральний собор святого Юра[5]).
- Співкафедральний собор (співкатедральний; англ. Co-cathedral, пол. Konkatedra) — будівля, у якому міститься друга кафедра або другий собор єпархії (дієцезії).
- Прокафедральний собор (прокатедральний; про-собор, англ. Pro-cathedral) — будівля, яка тимчасово виконує функції собору або другого собору.
- Мала базиліка — почесний титул, що дається Папою римським деяких важливих соборам.

### Православ'я
У православних поряд з будівлею, де розташовується актуальна кафедра єпископа, соборами іменуються будівлі, де ця кафедра коли-небудь була. Окрім цього, собором називається головна церква монастиря (кафолікон у сучасній Греції), причому монастирський собор може бути водночас головною церквою єпархії. Соборами в народному благочесті часто називаються великі або прославлені церковні будівлі.

### Протестантизм
У протестантів (англікан, лютеран) кафедральною завжди є церква, де є або була кафедра єпископа. Проте останнім часом у подібне іменування іноді вкладається поетичне значення — наприклад, Арктичний собор (парафіяльна церква в Тромсе) або Кришталевий собор (мегацерква у пресвітеріан, у яких ніколи не було інституту єпископату).